# Шанел Еркин
Шанел Еркин е българска певица.
Родена е във Варна, където по това време родителите ѝ са студенти. Учи оперно и класическо пеене. Още от десетгодишна изнася образователни концерти с Шуменската филхармония. На 12 г. печели конкурса „Тракийска лира“ в Стара Загора. Учи във Френската гимназия във Варна. Става известна с участието си в телевизионното предаване „Music Idol“ 2 през 2008 г. През 2011 завършва с отличие. Младата поп звезда се развива успешно в областта на пеенето. Подкрепена от звезди като Дони и Павел. Изгряващото варненско момиче вече има три големи хита като „Стъпка по стъпка“, „Само твоите очи“ и „Когато си с мен“. Има 7 авторски песни, като една от тях е дует с Дони.